# Twardiza

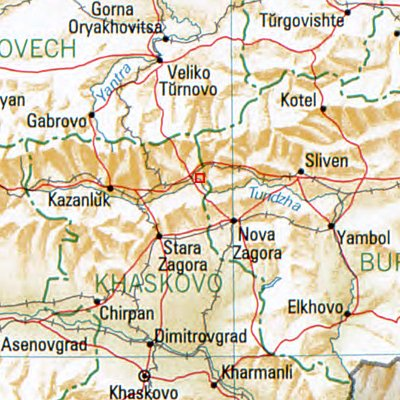
Twardiza (rotes Viereck) – Bulgarien – Nachbarorte: Nowa Sagora, Stara Sagora, Kasanlak, Gabrowo, Weliko Tarnowo, Kotel, Sliwen, Jambol

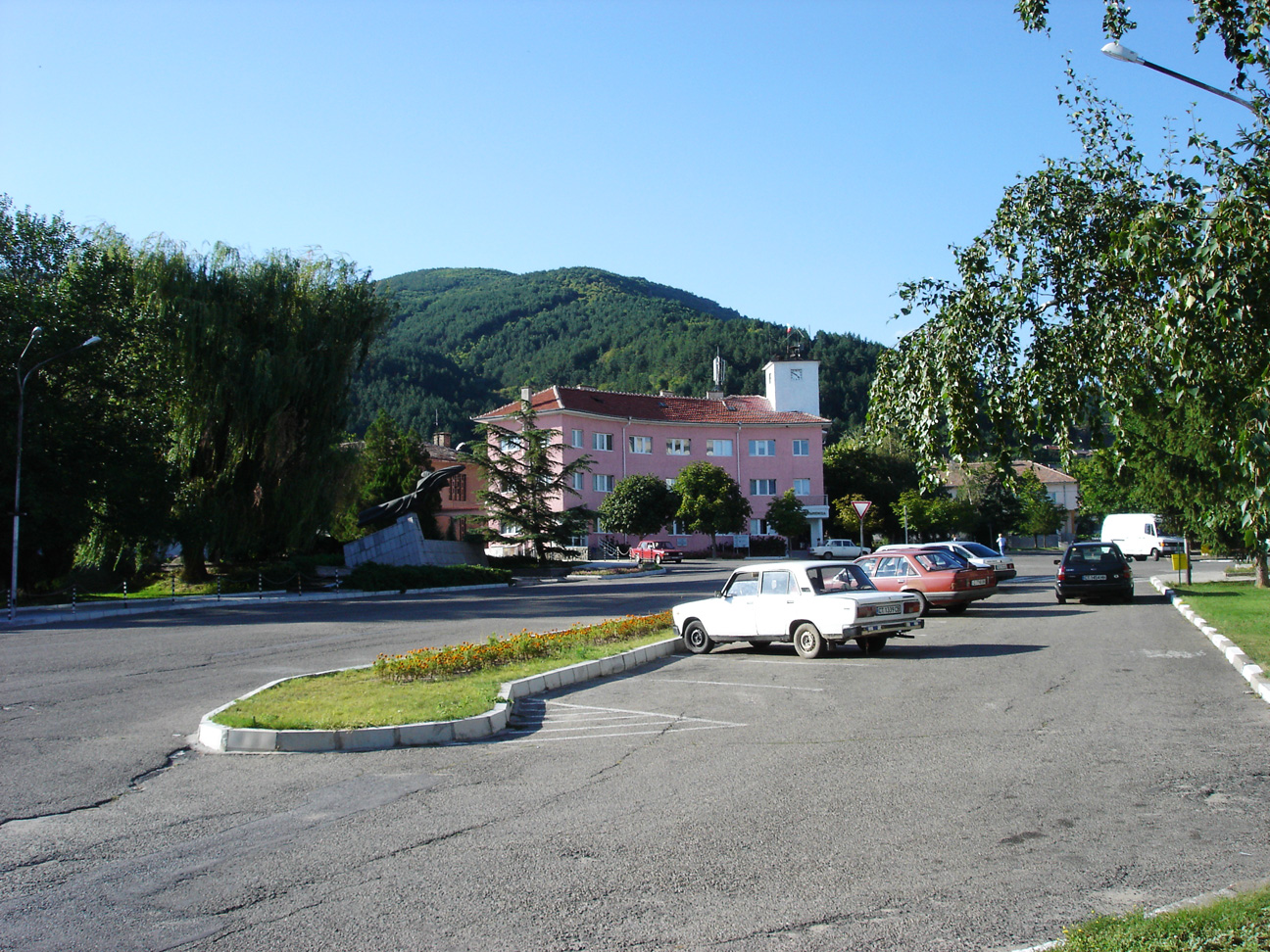
Stadtplatz und Rathaus

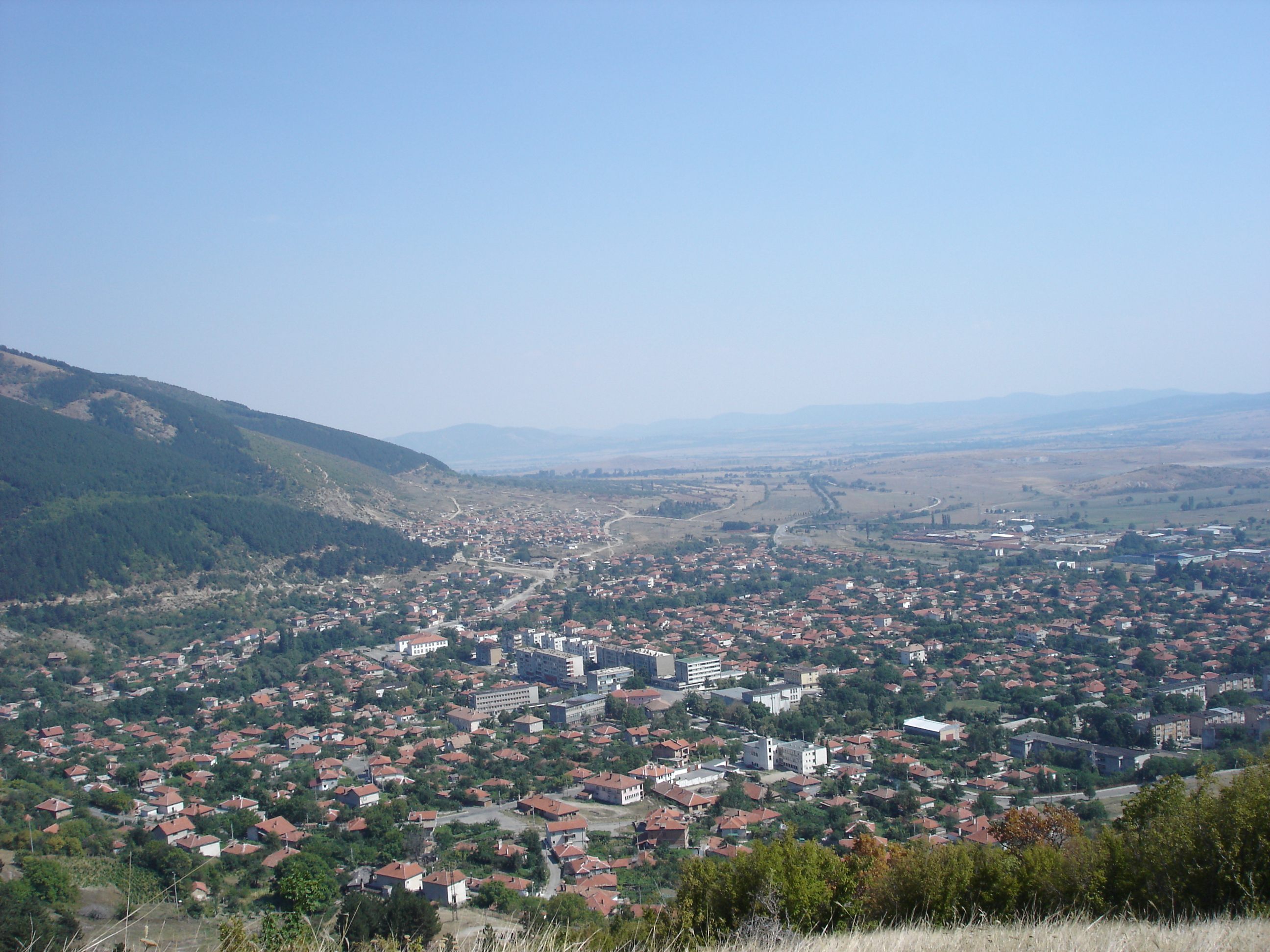
Blick auf das Stadtzentrum

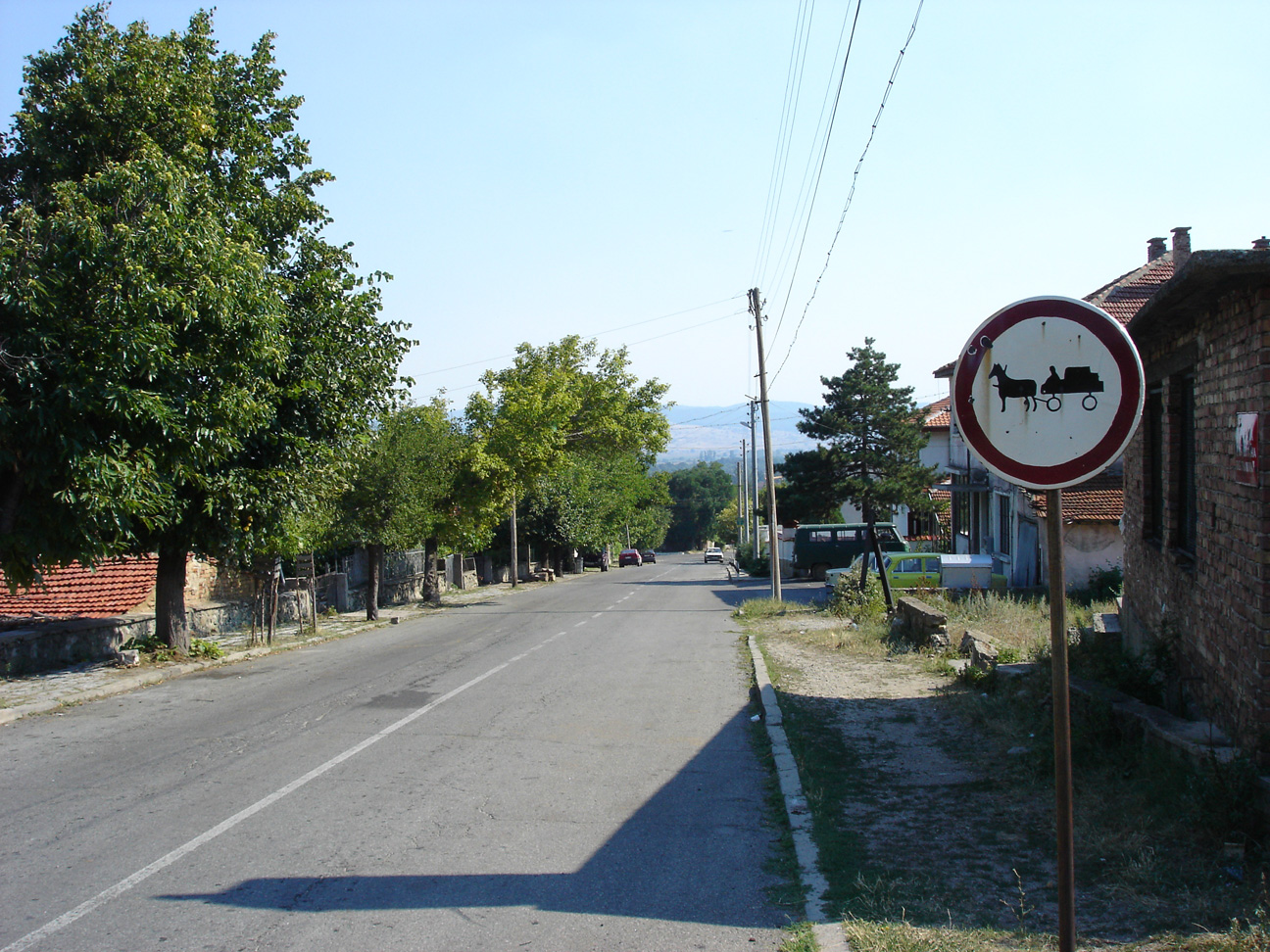
Hauptstraße zum Balkanpass

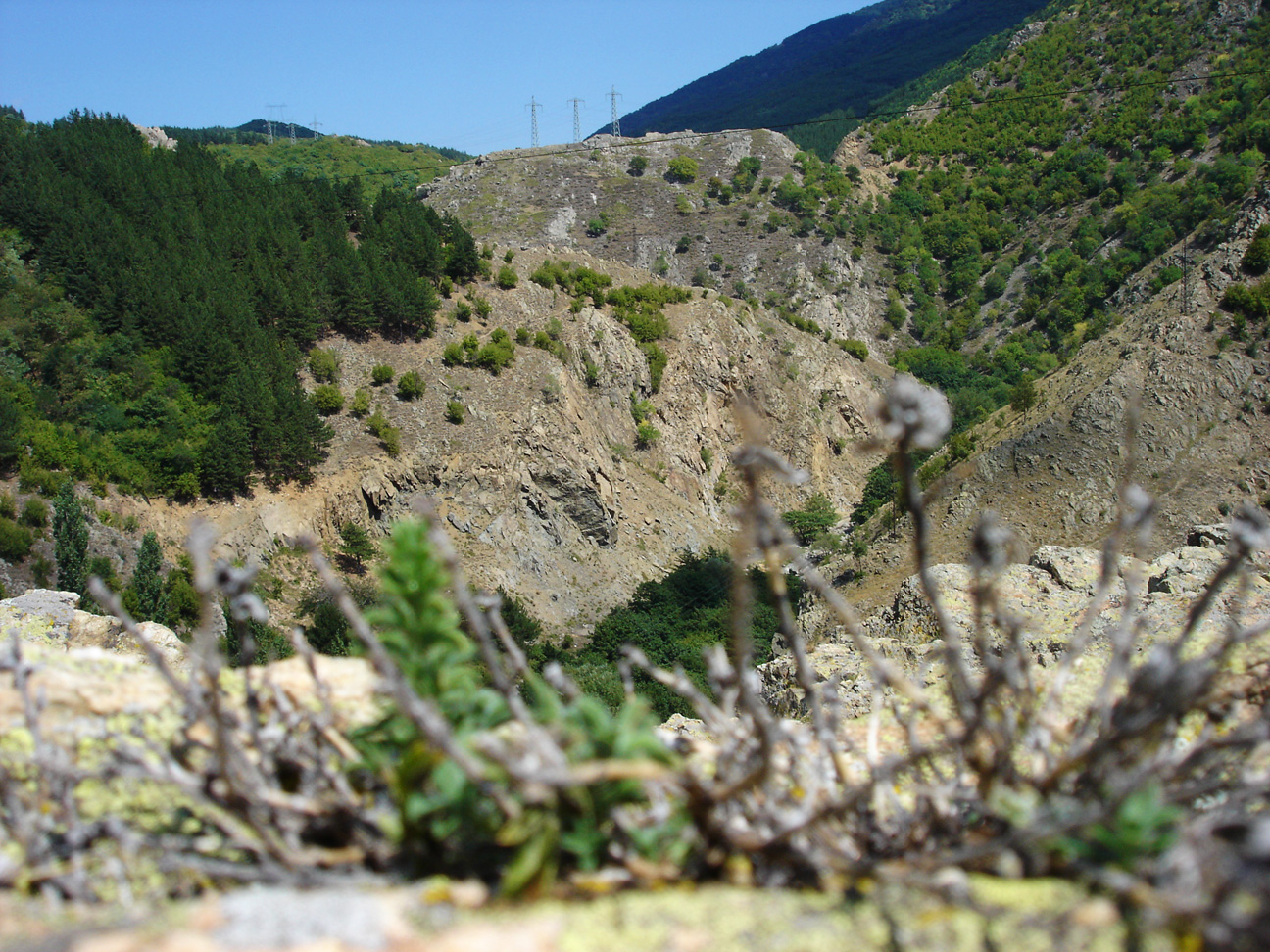
Balkangebirge 1 km nördlich

Twardiza [ˈtvɤrditsɐ] (bulgarisch Твърдица) ist eine Stadt im Verwaltungsbezirk (Oblast) Sliwen im Zentrum Bulgariens, die zugleich Sitz der gleichnamigen Gemeinde darstellt. Wegen der uneinheitlichen Transkription wird der Ort auch Tvardica, Tvurdica, Tvrdica, Tvarditsa, Tvurditsa und ähnlich geschrieben.

## Geografie

### Geografische Lage
Twardiza liegt in Zentralbulgarien, am südlichen Fuße des Balkangebirges (bulg. Stara Planina/Стара Планина). Gemeinsam mit umliegenden Dörfern bildet Twardiza die gleichnamige Gemeinde. Der Ort ist Ausgangspunkt eines bekannten Balkanpasses (bulg. Twardischki Prochod/Твърдишки проход), der die Region über Elena mit dem nordbulgarischen Weliko Tarnowo verbindet und zugleich den kürzesten Balkanpass von Nord- nach Südbulgarien darstellt.

Durch Twardiza verläuft eine der bedeutendsten Eisenbahntrassen Bulgariens von Sofia über Karlovo nach Burgas an das Schwarze Meer. Südlich tangiert auch die weitgehend parallel verlaufende Magistrale 1–6 die Gemeinde Twardiza.

Nur 6 km südlich von Twardiza befindet sich einer der größten Seen Bulgariens, der unter Anglern wegen seines Fischreichtums beliebte Žrebtchevo/Жребчево.

Ca. 13 km südlich Twardizas erhebt sich die Gebirgskette Sredna Gora.

### Stadtgliederung
Die Stadtmitte, in der ein Dutzend Plattenbauten aus den 1970er Jahren stehen, ist von homogenen Wohngebieten umgeben. Einzig das östlich angrenzende Romaviertel bildet einen separaten Stadtteil.

## Geschichte
Twardizas Ursprung wird auf das 3.–4. Jahrhundert geschätzt. Bemerkenswert ist Twardizas nahezu unveränderte Bezeichnung, die vormals „Twardina“ lautete.

### Religionen
Den weit überwiegende Teil der Bevölkerung bilden bulgarisch-orthodoxe Christen. Daneben leben ein paar hundert Roma in der Stadt.

### Einwohnerentwicklung
Die Einwohnerzahl Twardizas hat durch die Schließung nahegelegener Kohlebergwerke und dem einhergehenden Verlust an Arbeitsplätzen seit Beginn der 1990er Jahre um über 25 % abgenommen. Als Konsequenz hat sich auch die demographische Struktur Twardizas insoweit verändert, als dass nur noch wenige junge Menschen im Ort leben.

## Politik

### Gemeinderat
Der Gemeinderat ist vielparteiisch.

### Bürgermeister
Bürgermeister ist Atanas Atanasow (Атанас Атанасов).

### Wappen
Motiv ist eine Festung mit zwei Türmen auf grünem Grund. Darunter ein Schwert auf rotem Grund, das von einer Hand senkrecht gehalten wird.

## Kultur und Sehenswürdigkeiten

### Theater
Das örtliche Kino mit großem Vorführsaal, das auch für kulturelle Aufführungen diente, ist seit den 1990er Jahren geschlossen.

### Bauwerke
Sehenswert ist die Kirche Sveta Petka/Света Петка (deutsch Heilige Petka), mit ihren alten Wandgemälden.
Auf dem nahegelegenen Gipfel des Kutra befindet sich die Ruine einer mittelalterlichen Festung.

### Naturdenkmäler
Nahe der Stadt befindet sich ein Höhlensystem namens Magliwija Snjag/Мъгливия сняг (deutsch nebliger Schnee), das bislang bis zu einer Tiefe von 3500 m, jedoch noch nicht vollständig, erforscht ist. Die Höhle gilt als einer der längsten und tiefsten in Bulgarien. Wegen vereinzelter Todesfälle, ist die Höhle für Einzeltouristen gesperrt und nur für organisierten Touren mit Führer und spezielle Ausrüstung zugänglich.

## Wirtschaft und Infrastruktur
Wichtigster Wirtschaftszweig der Stadt waren nahegelegene Kohlebergwerke im Balkangebirge, deren Belegschaften sich nahezu vollständig aus den Einwohnern Twardizas rekrutierten. Ein umfangreiches Seilbahnsystem bewerkstelligte den Abtransport der Kohle zur Verarbeitung in Twardiza. Nach dem politischen Umbruch der 1990er Jahre und der Einführung der Marktwirtschaft konnte der Betrieb jedoch mangels Wirtschaftlichkeit nicht mehr im früheren Umfang aufrechterhalten werden. Heute wird nur noch wenig Kohle für den heimischen Markt abgebaut und mit LKWs nach Twardiza abtransportiert, wo sie verarbeitet wird. Die Seilbahn wurde mittlerweile vollständig demontiert.
Heute ist alleine eine Textilfabrik, die u. a. für IKEA und die Gastronomie Handtücher herstellt, nennenswerter Arbeitgeber. Daneben ist die Landwirtschaft, insbesondere Ackerbau, Weinbau und Viehzucht wichtige Einnahmequelle im Ort. Viele Einwohner, vor allem Rentner, betreiben aus existentieller Notwendigkeit Landwirtschaft zur Selbstversorgung (Subsistenzwirtschaft).

### Verkehr
Twardiza besitzt einen Bahnhof an einer der wichtigsten Eisenbahntrassen des Landes, an dem täglich Züge von Sofia über Karlovo nach Burgas an das Schwarze Meer und in die Gegenrichtung halten. Daneben gibt es mehrmals täglich Busverkehre nach Sliwen und Nowa Sagora.

### Öffentliche Einrichtungen
Eine kleine Poliklinik existiert zwar, die Ausrüstung und die Versorgungslage sind jedoch desolat.

### Bildung
Die Stadt verfügt über eine Gesamtschule, in der mit Abschluss der zwölften Klasse die Hochschulreife erworben werden kann. Daneben existiert ein Chitalischte, eine typisch bulgarische Einrichtung, die Kulturzentrum, Bibliothek und Volkshochschule vereint.

### Telekommunikation
Die gesamte Stadt samt Umland wird von den drei nationalen Mobilfunkbetreibern mit GSM-900-Netzen versorgt. Der Netzbetreiber Telenor bietet darüber hinaus auch seit Juli 2010 im gesamten Stadtgebiet UMTS-Netzabdeckung. 2010 ist das leitungsgebundene Telefonnetz digitalisiert worden, wodurch auch breitbandige ADSL2+-Anschlüsse verfügbar sind. Daneben ist in weiten Teilen des Ortes auch ein Ethernet-Netzwerk für den Internetzugang verfügbar.

## Persönlichkeiten
- Georgi Gwosdejkow (* 1976), Rally-Pilot, Ingenieur und Politiker